# Cola de trabajos
En el software de sistema, una cola de trabajos es una estructura de datos mantenida por software de planificación de trabajos que contiene un listado de órdenes o programas a ejecutar.
Los usuarios envían los programas a ejecutar (trabajos) a una cola para su procesamiento por lotes. El planificador gestiona la cola como la fuente de trabajos y órdenes a ejecutar.
Se pueden crear múltiples colas o bien programar los trabajos para que sean ejecutados en base a criterios como la prioridad, el tiempo estimado de ejecución o la cantidad de recursos que serán necesarios para su completa ejecución.
El uso de las colas de trabajo permite, entre otros, compartir recursos informáticos entre múltiples usuarios, así como programar trabajos que consumen muchos recursos para que sean ejecutados en momentos en los que el sistema no esté tan ocupado.
- Datos: Q6206744